# Чижов, Павел Дмитриевич
Па́вел Дми́триевич Чижо́в (неизвестно — неизвестно) — советский футболист, полузащитник.
Выступал за «Динамо» Ташкент. В 1937 году, когда команда дебютировала в соревнованиях команд мастеров, в первенстве группы «Г» провёл 9 матчей. В Кубке СССР 1939 года сыграл четыре матча, вместе с командой дошёл до полуфинала.
Работал футбольным судьёй.